# Дружба (Прилуцький район)
Дру́жба — селище в Прилуцькому районі Чернігівської області. Входить до складу Ічнянської міської громади. Селище лежить у межах Ічнянського національного природного парку. Площа 0,5 км².

## Географія
Селище Дружба знаходиться за 5 км на південь від міста Ічня, примикає до села Августівка. До селища примикає лісовий масив.

## Історія
Заснування селища пов'язане із будівництвом у 1937–1941 рр. артилерійського складу. Серед будівельників були представники багатьох національностей, тому поселення отримало назву Дружба. 
У поселенні дислокується військова частина; проживають здебільшого військовослужбовці із сім'ями. Є загальноосвітня школа, дитсадок, клуб, музей, музична школа, фельдшерсько-акушерський пункт. 
Поруч із селищем розташований лісовий заказник «Кути».
9 жовтня 2018 розпочалася пожежа на складі боєприпасів. 24 жовтня 2018 року пожежу було ліквідовано. На час ліквідації наслідків пожежі населення селища було евакуйовано до інших населених пунктів Ічнянського району.
Рішенням Національної комісії зі стандартів державної мови від 22 червня 2023 року селище Дружба (Прилуцький район) віднесено до списку населених пунктів, які можуть не відповідати лексичним нормам української мови, зокрема стосуватися російської імперської політики (російської колоніальної політики). Громаді рекомендовано обґрунтувати доцільність збереження поточної назви або запропонувати нову назву в установленому законодавством порядку.

## Населення

### Чисельність населення
| 1979 | 1989 | 2001 | 2018 | 2022 |
| ---- | ---- | ---- | ---- | ---- |
| 493  | 603  | 824  | 1023 | 907  |

### Розподіл населення за рідною мовою(2001)
| українська мова | російська |
| --------------- | --------- |
| 94,68%          | 5,20%     |

## Об'єкти соціальної сфери
- Школа.
- Дитячий садок.